# Ixobrychus eurhythmus
Il tarabùsino orientale (Ixobrychus eurhythmus Linnaeus, 1766) è un uccello della famiglia degli Ardeidae.

## Habitat
Vive in zone acquatiche ricche di vegetazione.

## Identificazione
Di color castano acceso nella parte superiore del maschio e ocra nella parte inferiore. Il vertice e la coda sono scuri con riflessi metallici e una fascia bruna che si snoda dalla base del becco al petto. Le femmine si distinguono per la colorazione macchiata o striata. I giovani sono simili alle femmine ma più bruni e con macchie quasi gialle.

## Voce
Durante l'accoppiamento un suono simile ad un gap-gap-gap il grido d'allarme è come quello del tarabusino.

## Riproduzione
Nidifica a terra in mezzo alla vegetazione. Le uova sono bianche, in numero da tre a cinque.

## Alimentazione
Insetti e pesciolini.

## Distribuzione e movimenti
Nidifica nella Siberia orientale, in Cina settentrionale, in Corea e in Giappone.